# Lugo de Llanera
Lugo de Llanera ist ein Ort und ein Kirchspiel (parroquia) in der asturischen Gemeinde Llanera. Llugo de Llanera hat 4776 Einwohner und verfügt über einen Anschluss an das spanische Nahverkehrssystem der RENFE. Bekanntester Sohn des Dorfs ist der spanische Fußballnationalspieler Santi Cazorla.

## Persönlichkeiten
- Santi Cazorla González (* 1984), spanischer Fußballspieler